# Ituren
Ituren ist eine spanische Gemeinde (municipio) in der Comunidad Foral de Navarra mit 526 Einwohnern (Stand: 2024). Neben dem Hauptort Ituren gehören die Ortschaften Ameztia, Aurtiz und Lasaga zur Gemeinde. 

## Lage
Ituren liegt etwa 45 Kilometer nordnordwestlich von Pamplona (Iruna) in einer Höhe von ca. 155 m. 

## Sehenswürdigkeiten

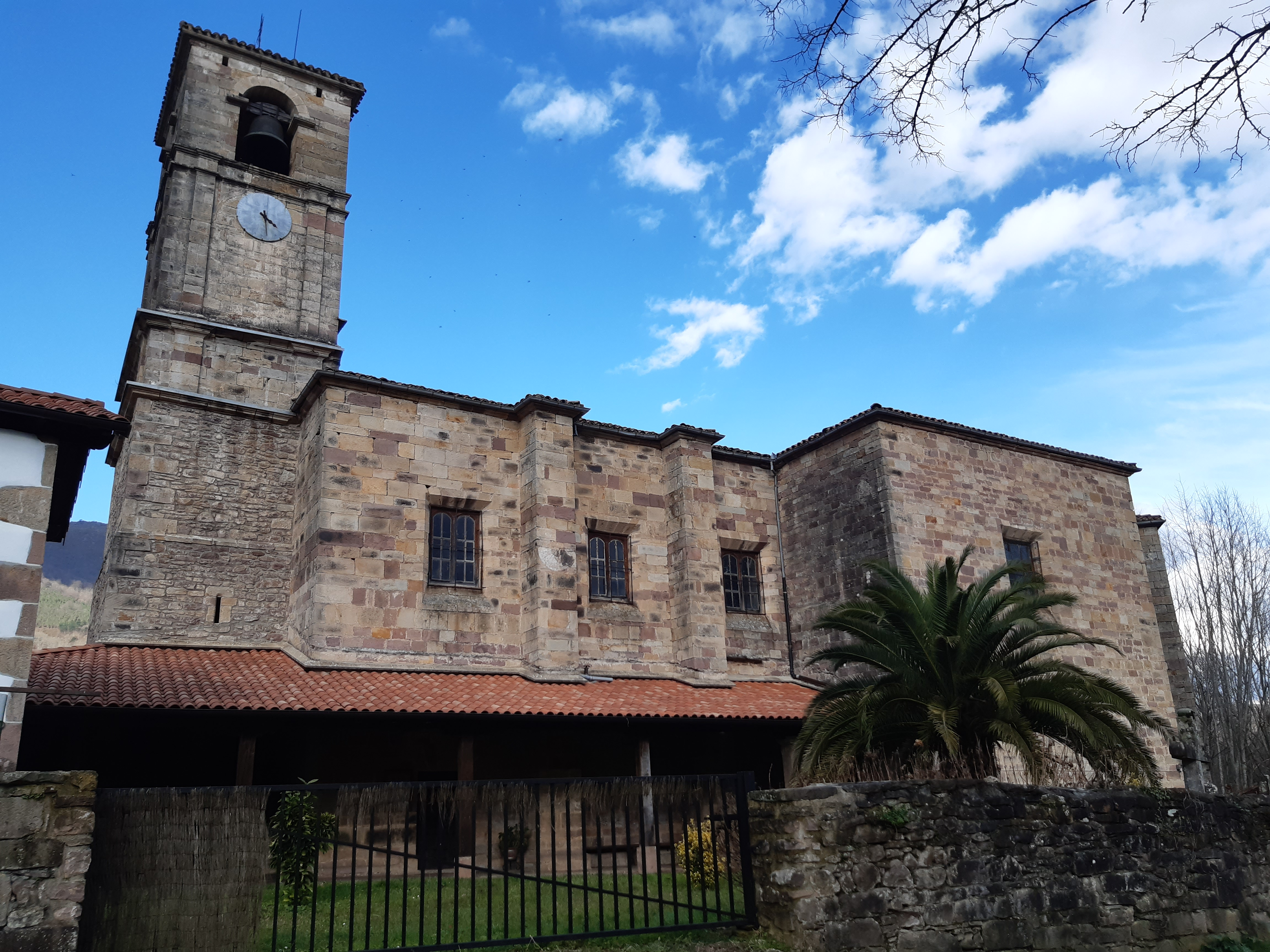
Martinskirche
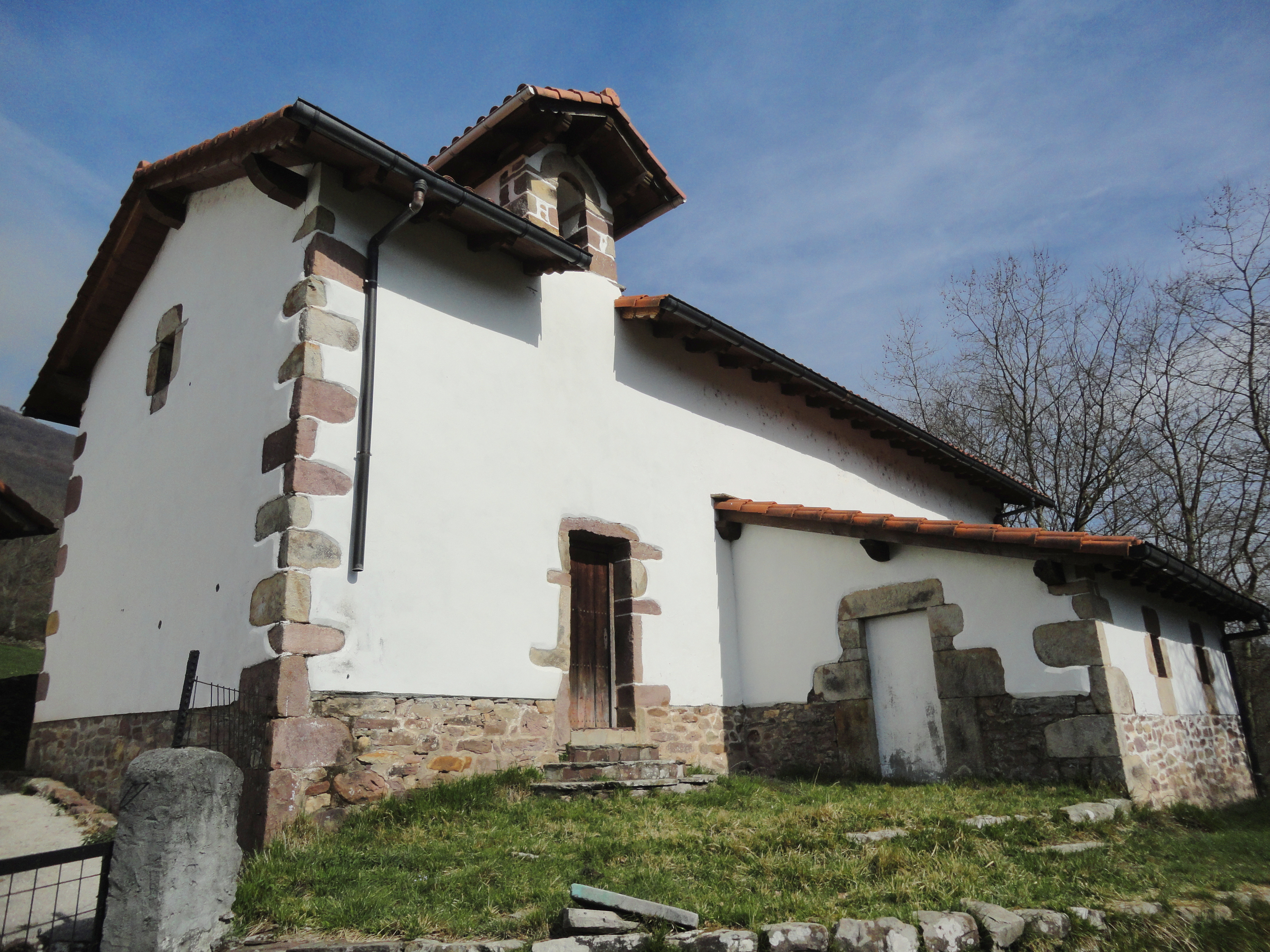
Joachimskapelle
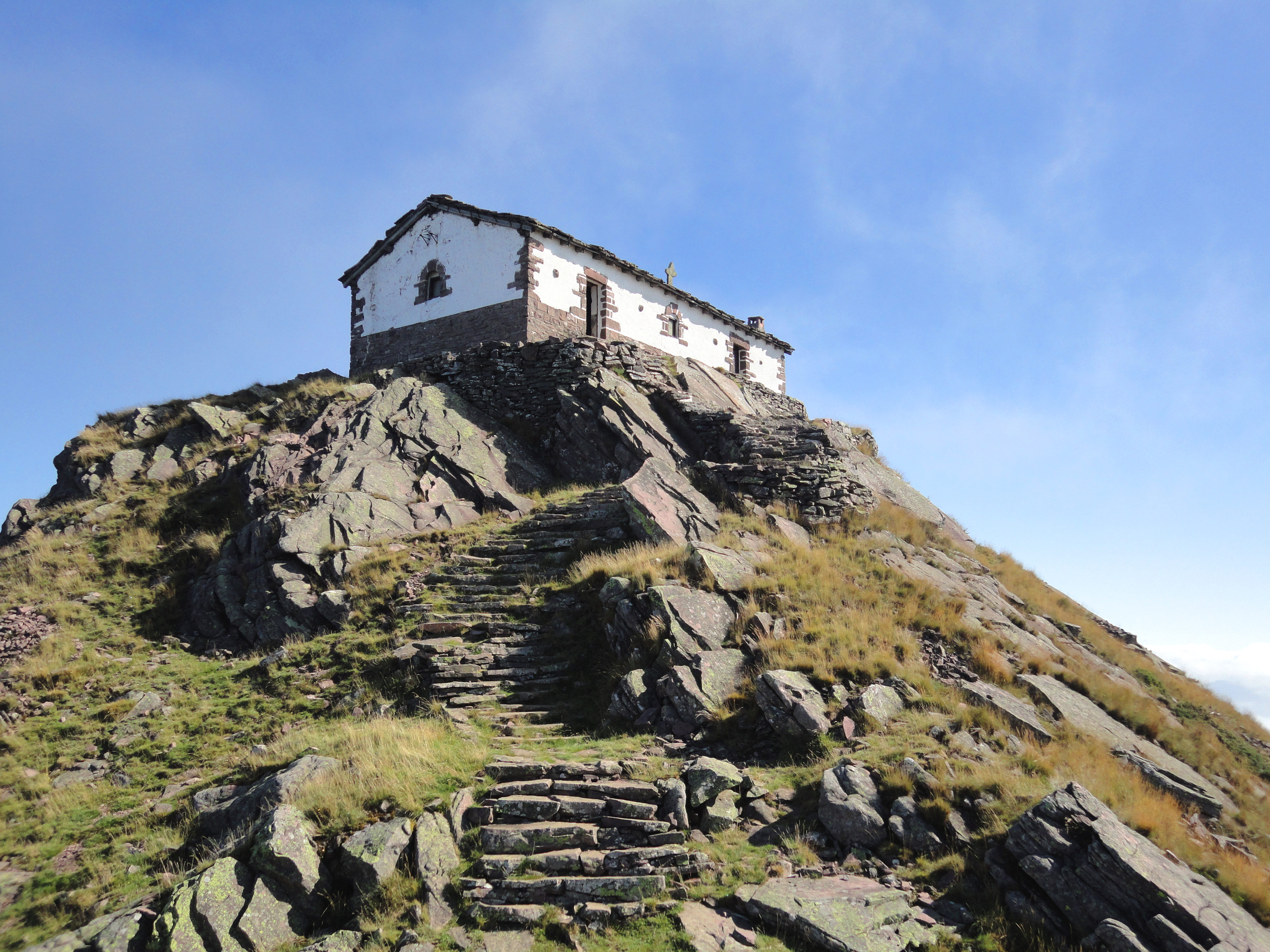
Dreifaltigkeitskapelle
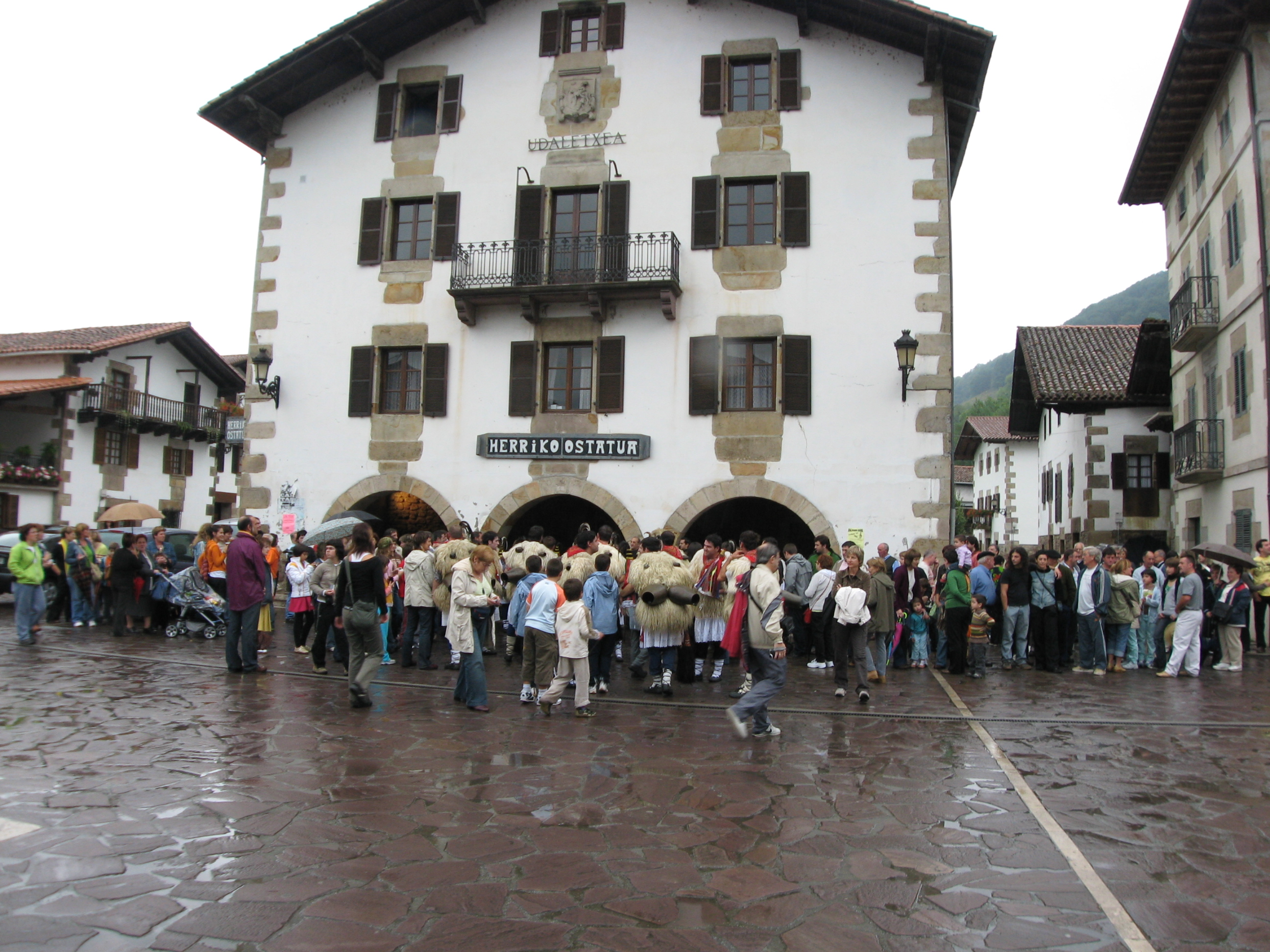
Rathaus

- Martinskirche
- Joachimskapelle
- Dreifaltigkeitskapelle
- Rathaus